# Liga Internacional de Arbitragem
A Liga Internacional de Arbitragem foi uma organização fundada pelo ganhador do Prêmio Nobel da Paz, Sir William Randal Cremer em 1870.
Mais tarde a organização foi incorporada ao Reino Unido de Cidadãos Mundiais.